# Changhe M70
Der Changhe M70 ist ein Van von Changhe.

## Geschichte
Ab Dezember 2016 wurde das Fahrzeug in Jiujiang gebaut. In China wird der mit bis zu acht Sitzplätzen verfügbare M70 seit März 2017 verkauft. Dort konkurrierte der Van insbesondere mit dem erfolgreichen Baojun 730.

## Technische Daten
Angetrieben wird der Changhe M70 von einem 1,5-Liter-Ottomotor mit 77 kW (105 PS). Der Hersteller gibt die Höchstgeschwindigkeit mit 160 km/h an.
|                                             | 1.5                           |
| Bauzeitraum                                 | 12/2016–01/2019               |
| Motorkenndaten                              |                               |
| Motortyp                                    | Reihen-Vierzylinder-Ottomotor |
| Motoraufladung                              | —                             |
| Hubraum                                     | 1498 cm³                      |
| max. Leistung bei min−1                     | 77 kW (105 PS) / 6000         |
| max. Drehmoment bei min−1                   | 136 Nm / 4400                 |
| Kraftübertragung                            |                               |
| Antrieb, serienmäßig                        | Vorderradantrieb              |
| Getriebe, serienmäßig                       | 5-Gang-Schaltgetriebe         |
| Messwerte                                   |                               |
| Höchstgeschwindigkeit                       | 160 km/h                      |
| Beschleunigung, 0–100 km/h                  | 15,7 s                        |
| Leergewicht                                 | 1435 kg                       |
| Kraftstoffverbrauch auf 100 km (kombiniert) | 7,7 l Super                   |